# Internet Engineering Steering Group
Die Internet Engineering Steering Group (IESG; deutsch Internettechnik-Lenkungsausschuss) ist ein Teil der Internet Society (ISOC) und verantwortlich für die Leitung der Internet Engineering Task Force (IETF). Sie ist auch an der Genehmigung von Internetstandards beteiligt.